# Умершие в апреле 2012 года
Это список известных людей, соответствующих установленным критериям значимости (см. Википедия:Критерии значимости персоналий), умерших в апреле 2012 года.
Причина смерти указывается лишь в исключительных случаях (убийство, самоубийство, гибель в результате военных действий, смертная казнь, ДТП или несчастные случаи). В остальных случаях — не указывается.

## Список

### 1 апреля
- Бора, Экрем (80) — турецкий киноактёр, снявшийся в почти 150 фильмах[1]
- Боуен, Лайонел (89) — австралийский политик, заместитель премьер-министра (1983—1990)[2].
- Денмарк, Лейла (114) — американский педиатр, одна из разработчиков вакцины от коклюша, старейший в мире практикующий врач[3]
- Киналья, Джорджо (65) — итальянский футболист, нападающий клуба «Лацио» (1969—1976) и сборной Италии (1972—1974); сердечный приступ[4].
- Мадрид, Мигель де ла (77) — 32-й президент Мексики (1982—1988)[5]
- Салве Н. К. П. (90) — индийский политик, министр[6].
- Фанака, Джамаа (68) — американский режиссёр[7].

### 2 апреля

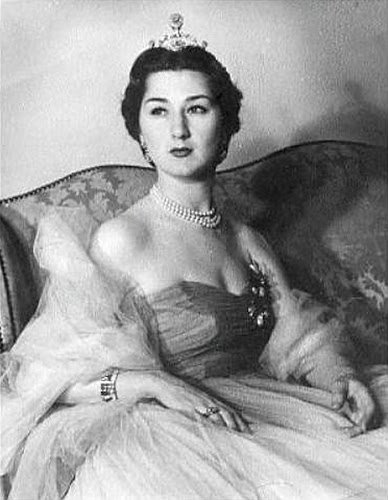
Фатьма Неслишах Османоглу

- Агиларте, Хесус (53) — венесуэльский политик, губернатор штата Апуре (1999—2000), (2004—2011); скончался от ранений, полученных при покушении[8].
- Делейни, Джим (91) — американский легкоатлет, серебряный призёр летних Олимпийских игр в Лондоне (1948) в толкании ядра[9]
- Карпов, Ричард Александрович (80) — советский украинский боксёр, четырёхкратный чемпион СССР, первый представитель Украины на Олимпийских играх (1956)[10].
- Катлетт, Элизабет (96) — американский и мексиканский скульптор[11]
- Килкойн, Луи (69) — возглавлял Футбольную ассоциацию Ирландии (ФАИ) в 1994—1996 годах, также ранее владел клубом «Шэмрок Роверс»[12].
- Киршин, Анатолий Васильевич (74) — узбекистанский ученый в области геологии, разведки нефтяных и газовых месторождений, академик Академии наук Республики Узбекистан[13] — скончался 30 марта 2012 г.
- Медведев, Николай Яковлевич (69) — заслуженный геолог России, погиб в авиакатастрофе[14].
- Ортега, Луис (74) — испанский художник, поэт и философ[15].
- Османоглу, Фатьма Неслишах (91) — старшая внучка и генеалогически старший потомок в своём колене последнего османского халифа Абдул-Меджида II[16]
- Рогов, Александр Михайлович (72) — советский хоккеист и тренер, игрок и капитан команды Торпедо (Нижний Новгород) (1958—1969), серебряный призёр Чемпионата СССР 1961 года[17].
- Сафронов, Валерий Владимирович (61) — заслуженный тренер России по борьбе[18]
- Хаависто, Хельге (91) — финский предприниматель, генеральный директор государственной сталелитейной кампании Раутаруукки (1960—1982), ветеран «восточной торговли»

### 3 апреля
- Бердибай, Рахманкул (84) — казахский учёный-литературовед, академик Национальной академии Казахстана[19].
- Бобков, Вячеслав Игоревич (54) — российский певец, поэт, композитор, автор и исполнитель песен в жанре русский шансон[20]
- Власенко, Юрий Евгеньевич (49) — российский трубач и музыкальный педагог, Заслуженный артист Российской Федерации[21]
- Декуэн, Ришар (53) — директор Парижского института политических наук; найден мертвым в гостинице[22].
- Ефрем Крывый (83) — епархиальный епископ Епархии Святого Иоанна Крестителя в Куритибе (1978—2006), василианин[23].
- Кутейщикова, Вера Николаевна (92) — советский и российский литературовед-латиноамериканист[24]
- Минготе, Антонио (93) — испанский писатель, юморист и карикатурист[25].
- Нараин, Говинд (94) — индийский политик, губернатор штата Карнатака (1977—1983)[26].
- Саррага, Хосе Мария (81) — футболист мадридского «Реала» (1949—1962), шестикратный чемпион Испании, победитель Кубка чемпионов (1956—1960), победитель Кубка Испании (1961)[27].
- Скала, Алексей Владимирович (50) — протоиерей Русской православной церкви, настоятель Всехсвятского храма в Ульяновске, краевед; рак[28].
- Стад-де-Йонг, Ксениа (90) — нидерландская легкоатлетка, чемпионка Летних Олимпийских игр 1948 года в эстафете 4×100 метров[29].
- Шахгильдян, Ваган Ваганович (77) — российский ученый в области радиотехники, член-корреспондент Российской академии наук, ректор МТУСИ (1987—2004)[30].
- Шевченко, Василий Тарасович (91) — председатель КГБ Таджикской ССР (1970—1975) и Казахской ССР (1975—1982)[31].

### 4 апреля

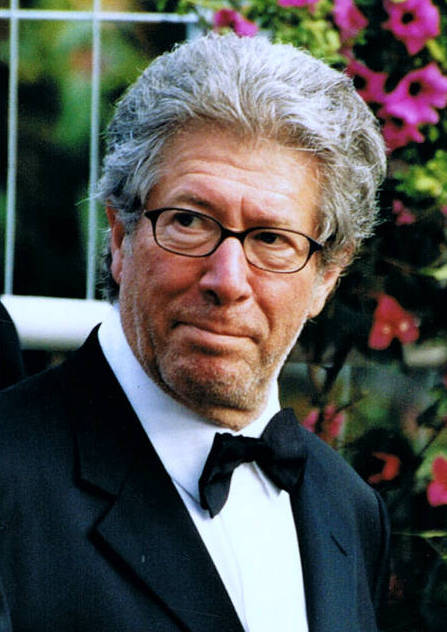
Клод Миллер

- Афризал, Мохаммед (30) — индонезийский боксёр, чемпион Азии[32].
- Казаков, Александр Владимирович (86) — бригадир слесарей-сборщиков Пензенского компрессорного завода, Герой Социалистического Труда[33]
- Красовский, Николай Николаевич (87) — советский и российский учёный в области математики и механики, академик РАН, Герой Социалистического Труда[34]
- Миллер, Клод (70) — французский кинорежиссёр[35].
- Павличич, Дубравко (44) — хорватский футболист; рак[36].
- Пономаренко, Сергей Анатольевич (46) — мэр г. Шахты Ростовской области; убийство[37].
- Рексач Бенитез, Роберто (82) — пуэрто-риканский политик, Президент Сената (1993—1996)[38].
- Хенсон, Джосайя (90) — американский спортсмен, бронзовый призёр летних олимпийских игр в Хельсинки (1952) по вольной борьбе[39].
- Эльстад, Анна Карин (74) — норвежская писательница[40].

### 5 апреля

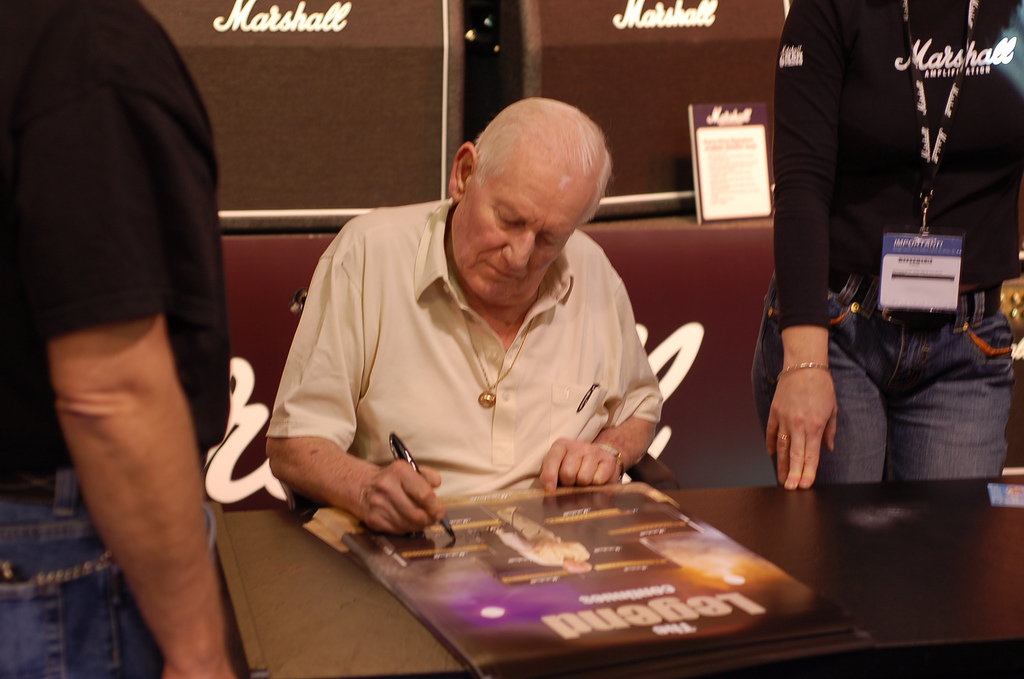
Джим Маршалл

- Абилов, Абуталиб (91) — первый ректор Дагестанского государственного университета, партийный и общественный деятель Дагестана[41]
- Басунов, Владимир Андреевич (62) — директор Курганской областной филармонии[42].
- Бенуа Вандерхорст, Педро (91) — генерал-майор, председатель хунты Доминиканской Республики (1965)[43].
- Долл, Синтия (41) — американская певица, гитаристка и фотограф[44].
- Маккенна, Барни (72) — ирландский музыкант, участник группы The Dubliners со дня её основания в 1962 году[45]
- Маршалл, Джим (88) — американский бизнесмен, основатель Marshall Amplification[46].
- Мутарика, Бингу ва (78) — президент Малави (2004—2012)[47].
- Нобле, Джил (80) — американский телевизионный журналист, пятикратный лауреат премии Эмми[48]
- Новиков, Андрей Юрьевич (32) — российский актёр; кровоизлияние в мозг. [www.kino-teatr.ru/kino/acter/m/ros/3104/bio/]
- Порше, Фердинанд Александр (76) — немецкий дизайнер, создатель Porsche 911[49]
- Тапселл, Питер (82) — новозеландский политик, спикер Палаты представителей Новой Зеландии (1993—1996)[50]
- Хромов, Семён Спиридонович (92) — историк, доктор исторических наук, директор Института истории СССР АН СССР (1979—1988)[51]
- Черных, Борис Иванович (74) — российский писатель и публицист[52]

### 6 апреля

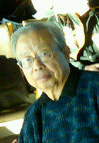
Фан Личжи

- Кинкейд, Томас (54) — американский художник[53].
- Сеткин, Владимир Павлович (75) — телеоператор, сценарист, лауреат Государственной премии СССР[54].
- Фан Личжи (75) — китайский астрофизик и общественный деятель, диссидент, называемый «китайским Сахаровым»[55]
- Юнусов, Файзрахман Салахович (88) — ученый, заслуженный изобретатель России, участник Великой Отечественной войны, академик Российской академии технологических наук[56].
- Ястребов, Владимир Григорьевич[укр.] (53) — заслуженный тренер Украины по гребле на байдарках и каноэ. Утонул, перевернувшись на байдарке, в Кременчуге[57]

### 7 апреля

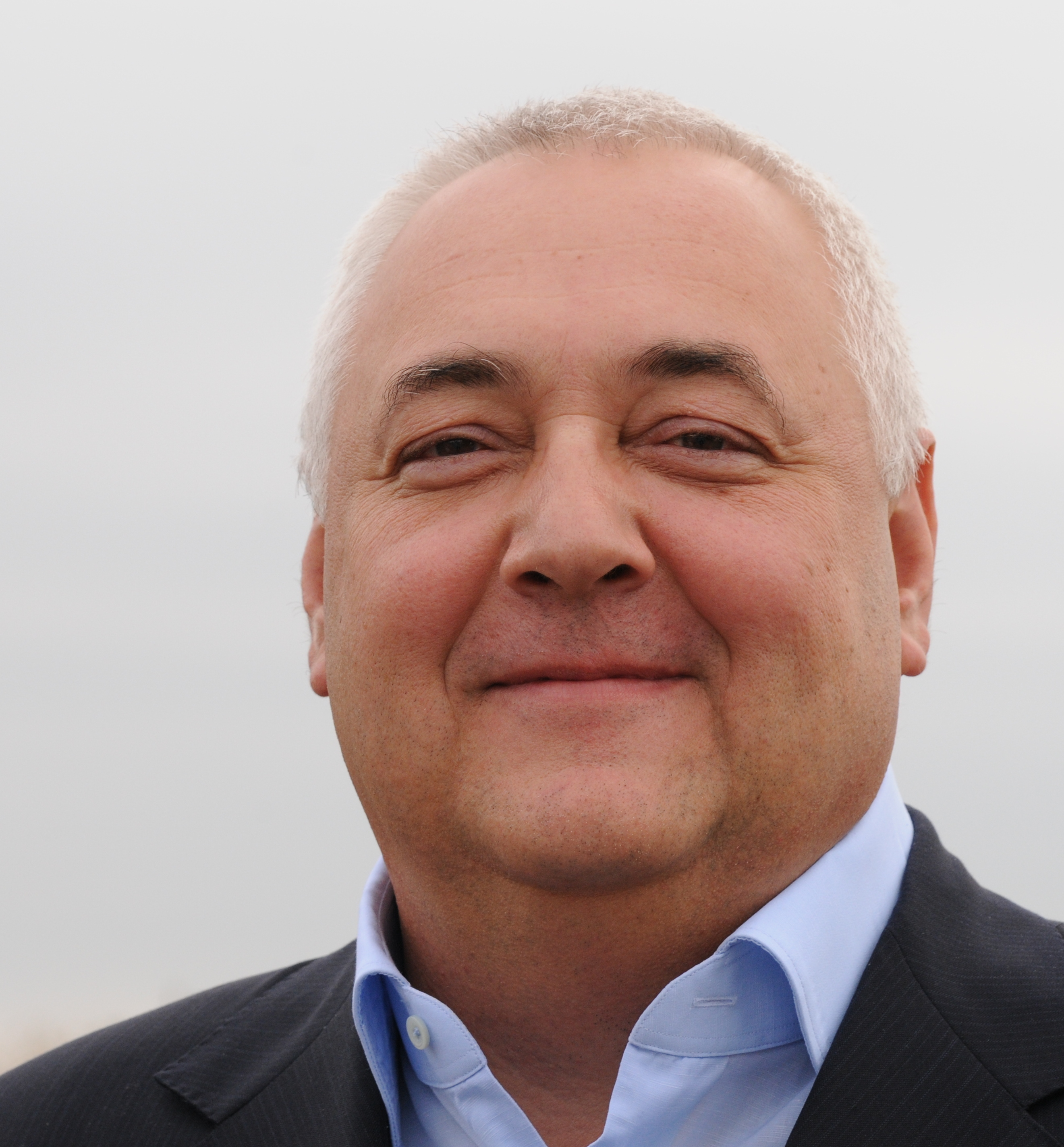
Игорь Борисович Головченко

- Бондаренко, Владимир Викторович (62) — генеральный директор (с 2006) и Президент (с 2011) Союза лесопромышленников Республики Коми[58]
- Головченко, Игорь Борисович (51) — Народный депутат Украины 6-го созыва (2007—2012)[59].
- Закиров, Джамшид Каримович (63) — узбекский актёр, Заслуженный артист Узбекистана, брат Батыра и Фарруха Закировых[60].
- Игнатий Мусса I (81) — Патриарх Сирийской католической церкви (1998—2001), префект Конгрегации по делам Восточных Церквей[61].
- Рогачёв, Игорь Алексеевич (80) — советский и российский государственный деятель, дипломат, Чрезвычайный и Полномочный Посол России в Китае (1992—2005), член Совета Федерации ФС России от Амурской области (2005—2012)[62]
- Слёзкин, Лев Юрьевич (91) — советский и российский историк-американист.
- Уоллес, Майк (93) — американский тележурналист, ведущий программы «60 минут», лауреат многочисленных телевизионных наград (Эмми, Премия Пибоди)[63]
- Андриеш Андрей Михайлович (78) — физик, президент АН Молдовы (1989—2004)[64]

### 8 апреля
- Гвардиола, Хосе (81) — испанский певец, представлявший Испанию на конкурсе Евровидение (1963)[65].
- Какома, Джордж Уилберфорс (88) — композитор, создатель Гимна Уганды[66].
- Олигер, Иван Михайлович (102) — старейший российский зоолог, энтомолог, писатель, преподаватель, создатель зоологической школы[67].
- Остапенко, Пётр Максимович (83) — Герой Советского Союза, майор, заслуженный лётчик-испытатель СССР[68].
- Равикович, Анатолий Юрьевич (75) — народный артист РСФСР, актёр театра им. Н. П. Акимова и кино, исполнитель роли Хоботова в фильме «Покровские ворота»[69].
- Трэмиел, Джек (83) — американский бизнесмен, основатель Commodore[70].

### 9 апреля
- Аоно, Такэси (75) — японский сэйю[71] Архивная копия от 1 декабря 2012 на Wayback Machine
- Вячорка, Арина (50) — белорусский общественный и культурный деятель, одна из основоположниц белорусского возрожденческого движения[72]
- Кудрявцева, Людмила Яковлевна (67) — российская художница, заслуженный художник России (1999)[73].
- Кехилл, Бэрри (90) — американский актёр[74]
- Лензи, Марк (43) — американский спортсмен, чемпион летних Олимпийских игр 1992 года в Барселоне по прыжкам в воду с 3-метрового трамплина[75].
- Нагел, Иван (80) — немецкий театральный директор[76].
- Окай, Мерал (53) — турецкая актриса и сценарист, автор песен (Великолепный век); рак[77]
- Парыгин, Борис Дмитриевич (81) — советский и российский философ, социолог, один из основоположников социальной психологии[78]

### 10 апреля

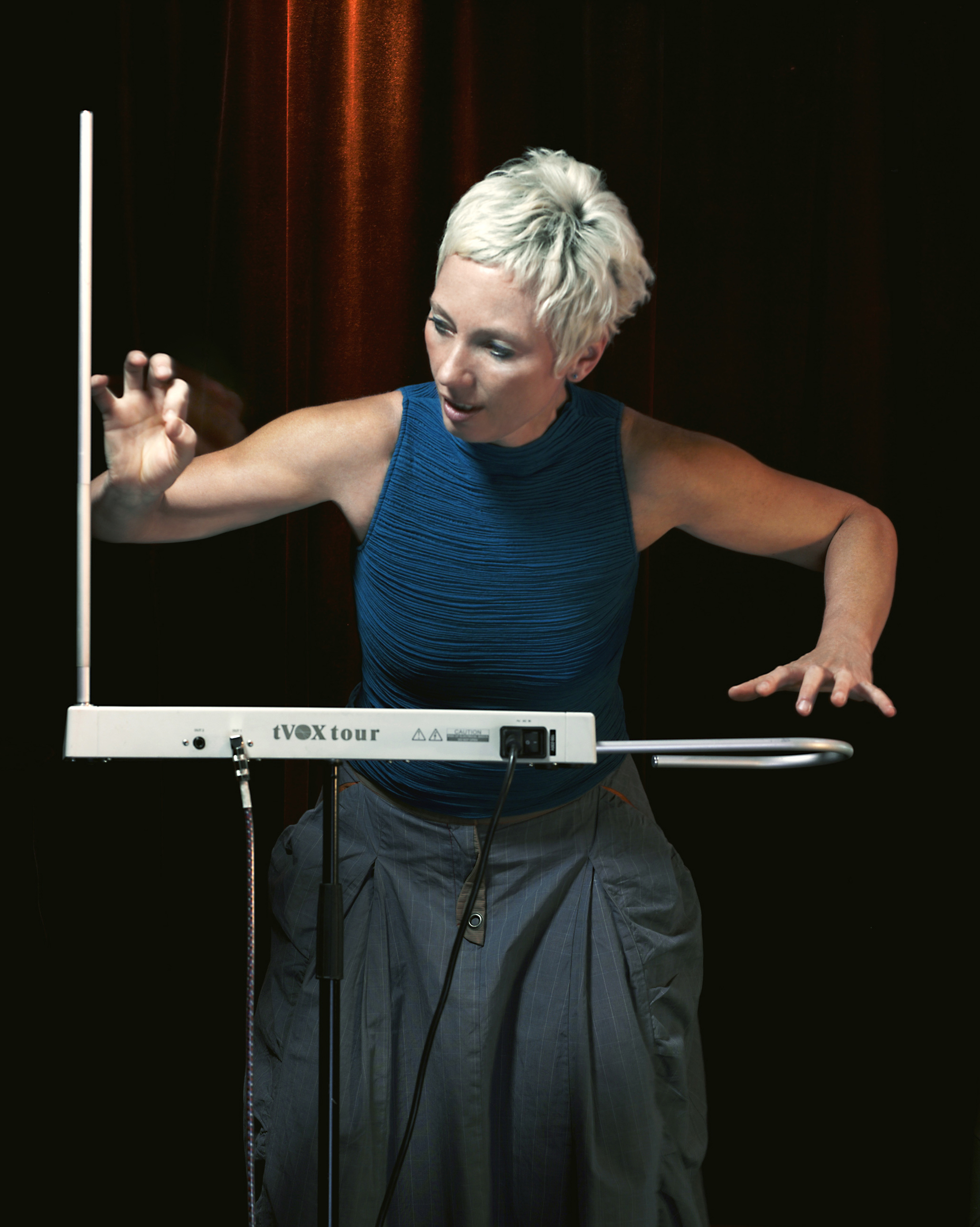
Барбара Буххольц

- Апонте Мартинес, Луис (89) — пуэрто-риканский кардинал Римско-католической церкви, архиепископ Сан-Хуана (1964—1999)[79].
- Арика, Эрдоган (57) — турецкий футболист и тренер, двукратный чемпион Турции (1983, 1985) в составе «Фенербахче», игрок национальной сборной[80].
- Афэуорк Тэкле (79) — эфиопский скульптор, живописец, график и дизайнер, первый африканский художник, получивший звание Почётного члена Академии художеств СССР (1983)[81].
- Буххольц, Барбара (52) — немецкий музыкант и композитор[82].
- Великжанин, Виктор Леонидович (78) — заслуженный работник культуры РФ, фотожурналист ИТАР-ТАСС, обладатель золотой медали конкурса «Интерпрессфото» (1970)[83]
- Гадаборшев, Умар (59) — председатель Совета тейпов республики Ингушетия, убийство[84]
- Касилио, Мария-Пиа (76) — итальянская актриса («Умберто Д.»)[85]
- Мехтиев, Метин (33) — российский исламский общественный деятель; убит[86].
- Обрак, Раймон (97) — один из героев и лидеров Французского Движения Сопротивления[87]
- Петров, Иван Фёдорович (92) — российский омский писатель, журналист и краевед[88]
- Стоун, Билл (72) — новозеландский конструктор гоночных машин[89].
- Титер, Рич (61) — американский музыкант, барабанщик группы «The Dictators»[90].
- Тилли, Грант (74) — новозеландский актёр[91]
- Фидель, Изя Эйнехович (77) — журналист, основатель телеканала КТК (Казахстан); последние годы проживал в государстве Израиль[92].
- Хронопуло, Михаил Николаевич (78) — командующий Черноморским флотом ВМФ СССР (1985—1991), адмирал в отставке[93].
- Чугасзян, Лили (89) — американская оперная певица, солистка «Метрополитен-опера» (1962—1986)[94]
- Чупров, Михаил Евгеньевич (75) — президент Федерации баскетбола Ленинграда и Петербурга (1990—1995), лауреат государственной премии[95]
- Щерба, Александр Иванович — последний одесский партизан-подпольщик[96]

### 11 апреля
- Алеман, Хулио (78) — мексиканский актёр (снялся в более 150 фильмах)[97]

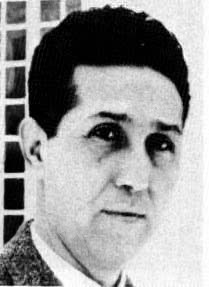
Ахмед бен Белла

- Белла, Ахмед бен (93) — премьер-министр (1962—1965), первый президент Алжира (1963—1965), Герой Советского Союза (1964)[98]
- Блат, Леонид Давыдович (88) — участник Великой Отечественной войны, полный кавалер ордена Славы.
- Карон, Роже (73) — канадский писатель[99]
- Мэджекоданми, Мозес (95) — нигерийский политик, министр здравоохранения (1960—1966)[100]
- Мак Кузик, Хэл (87) — американский саксофонист, кларнетист и флейтист[101]
- Мерида, Иоланда (82) — мексиканская актриса («Богатые тоже плачут»)[102]
- Соколов, Николай Прокофьевич (78) — заслуженный мастер спорта СССР, многократный призёр чемпионатов мира и Европы по мотоциклетному спорту, старший тренер сборной СССР по мотокроссу[103]
- Янсон, Густав (90) — шведский марафонец, бронзовый призёр летних Олимпийских игр в Хельсинки (1952)[104]

### 12 апреля
- Астаповский, Владимир Александрович (65) — советский футболист, вратарь сборной СССР, бронзовый призёр Олимпийских игр (1976), лучший футболист СССР 1976 года, голкипер ЦСКА (1969—1980)[105]
- Буено, Марли (78) — бразильская актриса («Семейные узы»)[106]
- Кондратов, Василий Михайлович (77) — президент Вятского государственного университета[107]
- Кук, Линда (63) — американская актриса[108]
- Молдован, Стефания (80) — венгерская оперная певица[109].
- Орцессек, Манфред (78) — немецкий футболист, голкипер, чемпион ФРГ в составе Шальке 04 (1958)
- Терсини, Мирко (17) — итальянский футболист, игрок юношеской сборной Италии, ДТП[110]
- Трайон, Эми (42) — американская наездница, бронзовый призёр Олимпийских игр в Афинах (2004) по конному спорту[111].
- Ухин, Владимир Иванович (81) — диктор Центрального телевидения (1970—1990 гг.), заслуженный артист Российской Федерации[112]
- Феррис, Элизабет (71) — британская спортсменка, бронзовый призёр летних Олимпийских игр в Риме (1960) по прыжкам в воду с 3-метрового трамплина[113].

### 13 апреля
- Братен, Инге (63) — норвежский тренер по лыжным гонкам, главный тренер мужской сборной Норвегии (1990—1994)[114]
- Лилова, Маргарита (76) — австрийская оперная певица, солистка Венской государственной оперы[115].
- Тучны, Пётр (91) — чешский дизайнер, архитектор и график[116].
- Фрид, Джонатан (87) — канадский актёр («Мрачные тени»)[117].

### 14 апреля

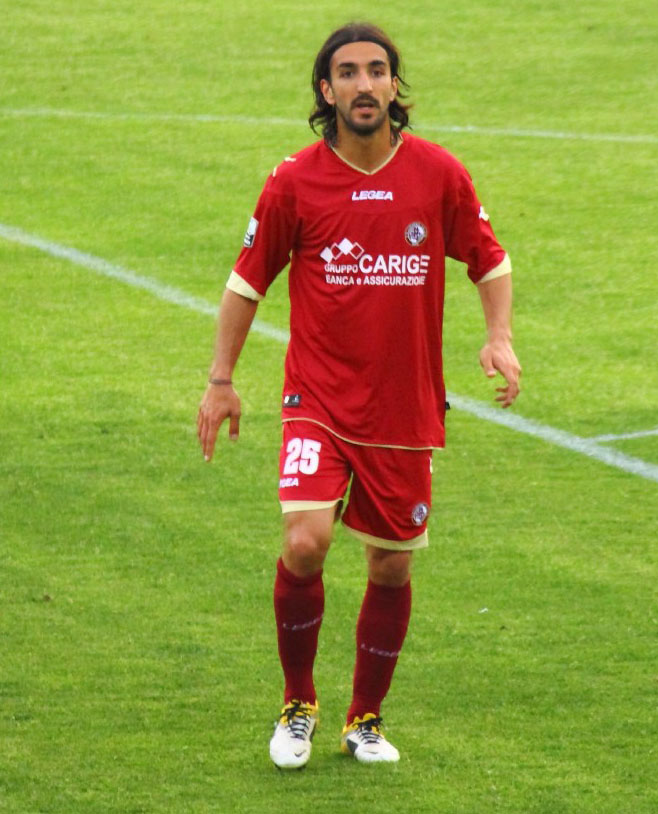
Пьермарио Морозини

- Аксельрод, Геннадий Ильич (44) — украинский бизнесмен, вице-президент финансово-промышленной группы «Спарта»; убийство[118].
- Блат, Леонид Давыдович (87) — ветеран Великой Отечественной войны, полный кавалер ордена Славы[119].
- Бушар, Эмиль (92) — канадский хоккеист, защитник и капитан «Монреаль Канадиенс» (1941—1956), 4-кратный победитель Кубка Стэнли (1944, 1946, 1953, 1956)[120]
- Воронин, Михаил Львович (73) — украинский модельер и дизайнер[121]
- Гомес, Вероника (26) — венесуэльская волейболистка, бронзовый призёр чемпионата России (2009), чемпионка Румынии (2010)[122].
- Кахриманов, Мухидин Гамидович (75) — генерал-майор в отставке, советник председателя правительства Республики Дагестан[123].
- Константиниу, Флорин (79) — румынский историк, академик[124]
- Морозини, Пьермарио (25) — итальянский футболист, игрок «Ливорно», юношеских и молодёжных сборных Италии, потерял сознание во время матча, умер по дороге в больницу[125]
- Мэй, Энди (68) — британский футболист и тренер[126]
- Панюков, Борис Егорович (81) — последний Министр гражданской авиации СССР (1990—1991)[127]
- Полл, Мартин (89) — американский продюсер («Лев зимой»)[128]
- Сарасени, Паулу Сесар (79) — бразильский кинорежиссёр, лауреат Московского международного кинофестиваля (1999)[129].
- Сооронбаева, Зуура (87) — народный писатель Кыргызстана[130].
- Стродз, Хенрик (86) — латвийский историк[131].
- Финли, Уильям (69) — американский актёр («Сёстры»)[132].
- Хван, Ли Гюн (24) — корейский футболист, пожизненно дисквалифицированный за организацию договорных матчей, самоубийство[133]

### 15 апреля

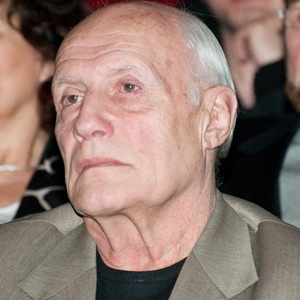
Александр Шалвович Пороховщиков

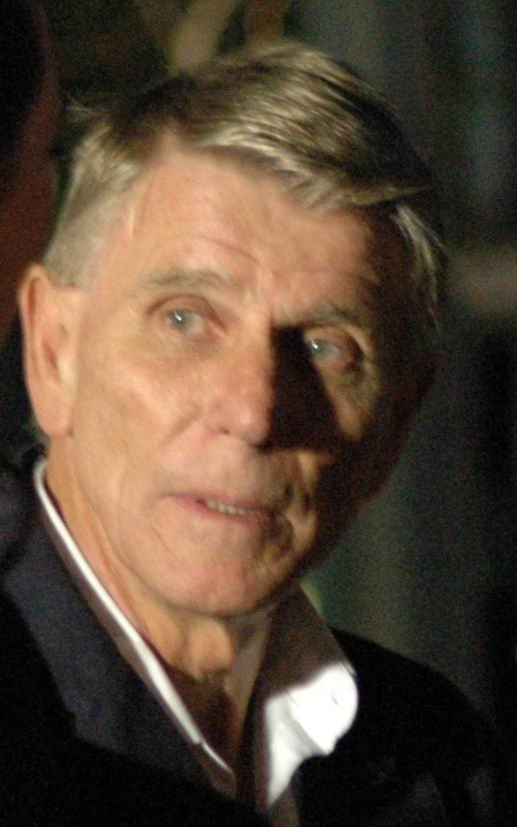
Маррей Роуз

- Башмаков, Игорь Николаевич (68) — российский художник и скульптор[134]
- Богарт, Пол[англ.] (92) — американский режиссёр, пятикратный лауреат премии Эмми[135]
- Миено, Ясуши[яп.] (88) — президент Банка Японии (1989—1994)[136]
- Пороховщиков, Александр Шалвович (73) — советский и российский актёр театра и кино, режиссёр, продюсер, Народный артист России (1994)[137]
- Роуз, Маррей (73) — австралийский пловец, четырёхкратный олимпийский чемпион[138]
- Шинтциус, Дуэйн (43) — американский баскетболист, серебряный призёр чемпионата мира среди молодёжных команд (1987), игрок НБА (1990—1999)[139]

### 16 апреля
- Барабаш, Шари (98) — венгерская певица оперы и оперетты, солистка Баварской государственной оперы (1949—1971)[140].
- Бискуп, Мариан[пол.] (89) — польский историк[141].
- Борисов, Михаил Владимирович (89) — летчик-торпедоносец, подполковник, Герой Советского Союза, почётный житель Ялты[142].
- Кунда, Джордж (56) — вице-президент Замбии (2008—2011)[143].
- Менджерицкий, Иван Александрович (75) — киносценарист, писатель, телеведущий[144].
- Мерск Маккинни Мёллер, Арнольд (98) — датский предприниматель, владелец и председатель совета директоров (до 2003) компании «A.P. Moller-Maersk Group»[145].
- Палашти, Дьёрдь (81) — венгерский режиссёр[146].
- Петрини, Карло (64) — итальянский футболист, обладатель Кубка европейских чемпионов в составе «Милана» (1969)[147].
- Платов, Владимир Игнатьевич (65) — 2-й губернатор Тверской области (1995—2003)[148].
- Рэгленд, Роберт (80) — американский композитор[149]
- Хакер, Алан (73) — британский кларнетист[150].

### 17 апреля
- Быченков, Валерий Ильич (72) — актёр, режиссёр-постановщик [www.kino-teatr.ru/kino/director/ros/644/bio/]
- Гозак, Андрей Павлович (75) — советский и российский архитектор[151]
- Казарян, Эдуард Авакович (88) — армянский механик-миниатюрист, основатель микро-миниатюрного искусства[152]
- Колесов, Николай Дмитриевич (86) — доктор экономических наук, профессор, заслуженный деятель науки РФ, почётный профессор СПбГУ[153].
- Раров, Владимир Павлович (60) — министр сельского хозяйства и продовольствия Омской области, последствия ДТП[154].
- Кчач, Алмасбей Иванович (53) — абхазский политический деятель, министр внутренних дел Абхазии (1996—2003), секретарь Совета Безопасности Абхазии (2003—2005), самоубийство http://top.rbc.ru/incidents/17/04/2012/646801.shtml. Дата обращения: 12 мая 2012. Архивировано из оригинала 20 июня 2012 года..
- Митропанос, Димитрис (63) — греческий певец[155].
- Ресо, Стэнли (94) — Министр армии США (1965—1971)[156].

### 18 апреля
- Гонсалес, Рене (69) — французский и швейцарский театральный деятель[157]
- Кларк, Дик (82) — американский ведущий игровых и музыкальных шоу; деятель радио и телевидения; предприниматель; сердечный приступ[158].
- Парин, Николай Васильевич (79) — российский ученый-ихтиолог, лауреат Государственной премии, доктор биологических наук, профессор, главный научный сотрудник ИО РАН, член-корреспондент РАН[159].
- Хансен, Кора (113) — старейшая жительница Канады[160]
- Шопов, Наум (81) — болгарский актёр театра и кино, лауреат кинофестиваля в Карловых Варах (1966) [www.kino-teatr.ru/kino/acter/euro/17082/bio/]

### 19 апреля
- Васильев, Валерий Иванович (62) — советский хоккеист, игрок команды «Динамо» (1967—1984), двукратный олимпийский чемпион, восьмикратный чемпион мира[161].
- Иванов, Павел Иванович (66) — советский и российский актёр театра и кино. [www.kino-teatr.ru/kino/acter/m/sov/6116/bio/]
- Мартин, Жак (52) — канадский спортсмен, четырёхкратный чемпион и многократный призёр Паралимпийских игр[162].
- Пугач, Артём (28) — российский певец, арт-директор и режиссёр группы «Каста», падение с 3 этажа[163]
- Тапар, Минакши (27) — индийская актриса; убита[164].
- Хелм, Левон (71) — американский музыкант из группы The Band и актёр («Дочь шахтёра»)[165].
- Хэм, Грег (58) — австралийский музыкант из группы Men at Work[166]

### 20 апреля
- Дудаков, Александр Васильевич (93) — генерал-майор авиации в отставке, ветеран Великой Отечественной войны, Герой Советского Союза[167].
- Кайванто, Киммо (79) — финский художник и скульптор[168].
- Карстен, Петер (83) — немецкий актёр [www.kino-teatr.ru/kino/acter/euro/151803/bio/]
- Коуэн, Джордж (92) — американский учёный, специалист в области физической химии, сотрудник Лос-Аламосской национальной лаборатории, участник Манхэттенского проекта[169].
- Поляченко, Владимир Аврумович (73) — президент холдинговой компании «Киевгорстрой», президент Конфедерации строителей Украины, Герой Украины (2003)[170]
- Уидон, Берт (91) — гитарист, автор учебника по игре на гитаре Play in a Day, учитель Эрика Клэптона и Пола Маккартни[171].
- Улитин, Александр Александрович (62) — председатель Центрального правления Росохотрыболовсоюза в 1985—2006 гг., почётный член «Ассоциации Росохотрыболовсоюз» и ряда региональных обществ, заслуженный работник охотничьего хозяйства Росохотрыболовсоюза, доктор биологических наук, действительный член РАЕН[172].
- Шмецер, Хольгер (65) — тренер сборной Германии по конному спорту[173].
- Эшли, Джек (89) — британский политик, член Парламента Великобритании (1966—1992), первый в мире глухой депутат национального парламента[174].

### 21 апреля

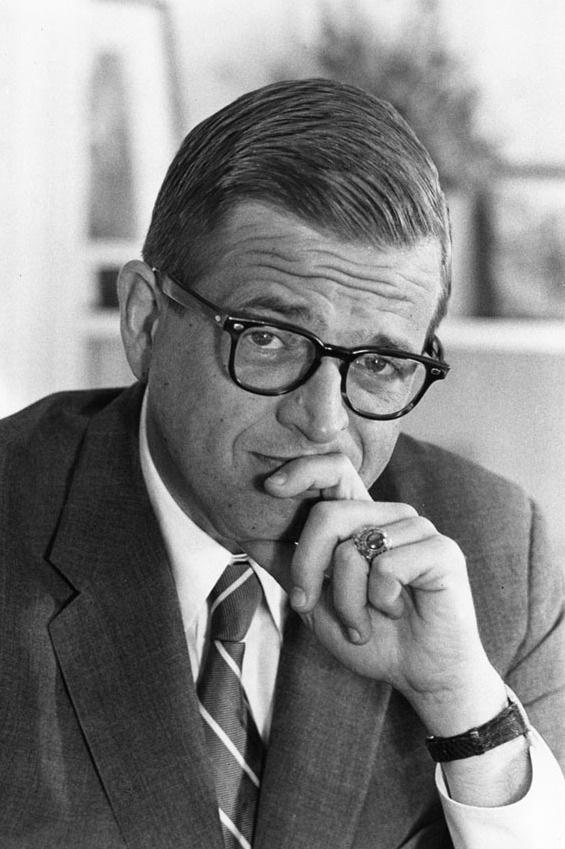
Чарльз Колсон

- Баба Икудзо (46) — бессменный бас-гитарист культовой японской альтернативной рок-группы Dragon Ash[175].
- Вяткин, Александр Васильевич (90) — украинский художник, главный художник Харькова (1964—1976)[176].
- Колсон, Чарльз (80) — американский политик и проповедник, особый советник президента Ричарда Никсона, один из главных участников Уотергейтского скандала[177].
- Менакер, Леонид Исаакович (82) — российский кинорежиссёр, сценарист, профессор Санкт-Петербургского университета кино и телевидения. Заслуженный деятель искусств РСФСР (1986)[178].
- Сарыбаев, Талгат Болатович (58) — казахский поэт и композитор[179].
- Топаззини, Джерри (80) — канадский хоккеист, двукратный финалист Кубка Стэнли в составе Бостон Брюинз (1957, 1958)[180].
- Фалько, Альберт (84) — французский капитан, компаньон Жака-Ива Кусто, последний капитан корабля «Калипсо»[181]. Архивная копия от 25 апреля 2012 на Wayback Machine.

### 22 апреля
- Лешков, Владимир Григорьевич (84) — Президент отделения «Информация золото-платиновой и алмазной промышленности» Международной Академии информатизации, лауреат Государственной премии СССР (1986 г.)[182]
- Аркан Карив (Аркадий Карабчиевский) (48) — израильский писатель и журналист[183].
- Колесниченко, Михаил Ильич (52) — генеральный директор Ровенской АЭС (c 2008)[184].
- Сузин Ян (Зенон) (82) — диктор польского телевидения времён ПНР[185]..
- Старокольцева, Лидия Ивановна (88) — советская актриса [www.kino-teatr.ru/kino/acter/w/sov/40158/bio/]

### 23 апреля
- Арвиссон, Лиллемор (68) — шведский политик и профсоюзный деятель, губернатор Готланда (1998—2004)[186].
- Аристарх (Станкевич) (70) — епископ Русской православной церкви, архиепископ Гомельский и Жлобинский[187].
- Бояджиев, Хачо (80) — болгарский режиссёр. Директор Болгарского телевидения (1993—1995)[188].
- Климов, Виталий Николаевич (60) — председатель Законодательного собрания Ленинградской области (1998—2003), член Совета Федерации Федерального Собрания РФ[189]
- Кушплер, Игорь Фёдорович (63) — украинский оперный певец. ДТП[190]
- Лукетти, Вериано (it:Veriano Luchetti) (72) — итальянский тенор, известен по роли МакДуфа во франко-бельгийской экранизации «Макбета» (1987)[191].
- Март, Томас (33) — саксофонист группы The Killers; самоубийство[192]
- Уокер, Лерой Т. (93) — первый темнокожий президент НОК США (1992—1996)[193].
- Этридж, Крис (65) — американский музыкант, бас-гитарист группы The Flying Burrito Brothers[194].

### 24 апреля
- Абасов, Митат Теймурович (85) — азербайджанский учёный, член-корреспондент РАН, государственный секретарь Азербайджанской республики (1991—1992)[195]
- Алгаш, Михаил Евгеньевич (23) — российский призёр мировых и европейских соревнований по жиму штанги, мировой рекордсмен, погиб от потери крови при проведении операции. Похоронен на Ново-Южном кладбище города Омска[196][197].
- Велиев, Тариэль (63) — азербайджанский телевизионный режиссёр[198].
- Гиньяар-Маас, Нелл (80) — голландский политик, госсекретарь по вопросам образования и науки (1982—1989)[199].
- Духно, Вера Федоровна (86) — заслуженный работник культуры РСФСР (1981), судья Всесоюзной категории СССР по художественной гимнастике[200].
- Пармасто, Эраст (83) — эстонский биолог, академик, директор Института зоологии и ботаники АН Эстонии (1985—1990)[201].
- Фогель, Амос (91) — американский киновед австро-еврейского происхождения, основатель Нью-Йоркского кинофестиваля[202].

### 25 апреля
- Кравчик, Марек (56) — польский журналист, диссидент и политический узник[203].
- Ларкина-Ясинская, Эдна Мосцелин (87) — американская балерина. Звезда Оригинального русского балета и Русского балета Монте-Карло. Одна из «Пяти лун» (великих балерин индейского происхождения)[204]
- ле Брока, Луи (95) — ирландский художник[205]
- Моложавенко, Владимир Семёнович (87) — российский донской писатель[206]
- Нагли, Михаил Владимирович (85) — советский и российский театральный режиссёр и педагог, заслуженный артист России[207].
- Пекпеев, Сергей Тимурович (55) — российский бизнесмен, первый председатель правления Алтайэнергобанка, депутат Государственной думы РФ от Республики Алтай (2002—2011)[208].
- Саркисов, Павел Джибраелович (79) — академик РАН, президент РХТУ им. Д. И. Менделеева[209].
- Пол Лоуренс Смит (75) — американский характерный актёр.

### 26 апреля
- Спинкс, Теренс (74) — британский боксёр, чемпион летних Олимпийских игр в Мельбурне 1956[210].
- Стюарт, Марджи (92) — американская актриса, официальная модель американских вооружённых сил времён Второй мировой войны («Девушка с плакатов дядюшки Сэма»)[211]
- Чаквин, Игорь Всеволодович (57) — белорусский этнолог, антрополог[212]
- Эрнст, Лев Константинович (83) — академик, вице-президент РАСХН (ВАСХНИЛ) с 1978 г.[213]

### 27 апреля
- Гурко, Олег Викторович (85) — специалист в области ракетно-космической техники, заслуженный деятель науки и техники РФ (1987), лауреат премии Совета Министров СССР[214].
- Вайс, Дэвид (65) — швейцарский художник (Фишли и Вайс), лауреат Венецианского биеннале (2003)[215]
- Вальеддин, Абу Мохамед Джавад (96) — духовный лидер ливанских друзов. Шейх северной Джазиры[216]
- Лебедь, Анатолий Вячеславович (48) — подполковник спецназа ВДВ, Герой России; ДТП[217]
- Прохазка, Франтишек (50) — чехословацкий хоккеист, бронзовый призёр Олимпийских игр (1992)[218].
- Пупкевич, Харольд (96) — намибийский бизнесмен. Вице-президент Африканского еврейского конгресса[219].
- Рабинович, Лев Владимирович (94) — старейший преподаватель Московского авиационного института[220].
- Руффето, Рене (86) — французский велогонщик, бронзовый призёр летних Олимпийских ирг в Лондоне (1948) в групповой шоссейной гонке[221].
- Сахарова, Людмила Павловна (85) — солистка Пермского театра оперы и балета, балетмейстер и педагог, народная артистка СССР (1986)[222].

### 28 апреля
- Аллен, Фред (92) — капитан и тренер сборной Новой Зеландии по регби[223].
- Дуалде, Хоакин (79) — испанский спортсмен, бронзовый призёр летних Олимпийских игр в Риме (1960) по хоккею на траве[224]
- Задор, Эрвин (76) — венгерский ватерполист. Чемпион Олимпийских игр 1956 года. Один из основных участников столкновения с советскими спортсменами, известного как «Кровь в бассейне»[225]
- Камю, Матилде (92) — испанская поэтесса, критик[226].
- Медина, Патрисия (92) — британская актриса[227].
- Райтбурт, Семён Липович (91) — советский, российский кинорежиссёр и сценарист[228].

### 29 апреля

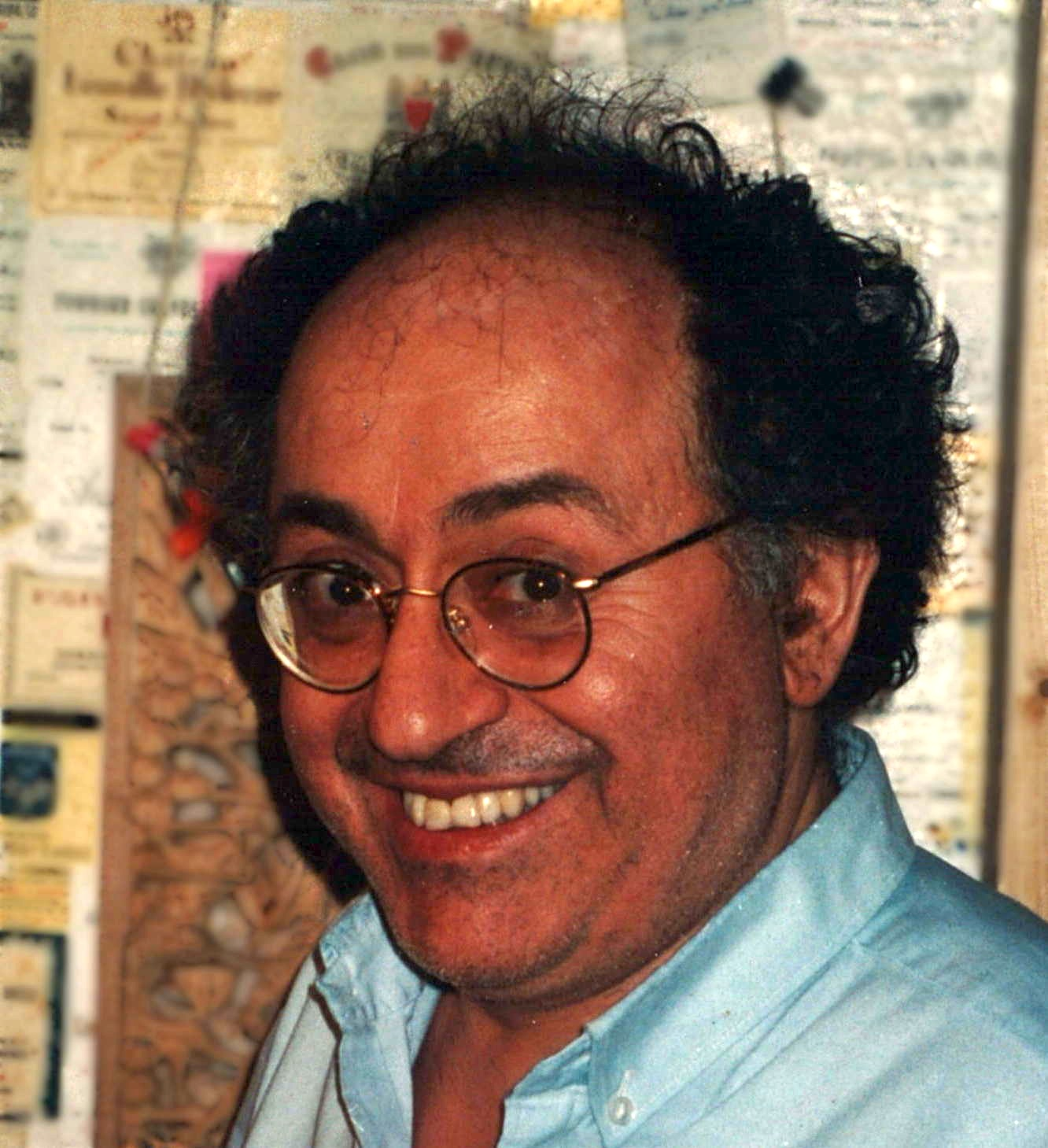
Ролан Морено

- Амарилло Слим (83) — американский профессиональный игрок, чемпион мира по игре в покер (1972)[229].
- Венгеровский, Александр Дмитриевич (59) — первый заместитель председателя ЛДПР (1994—1996), депутат Государственной Думы первого и второго созывов (1993—1999), заместитель председателя Государственной Думы (1994—1996)[230].
- Голдсмит, Джоэл (55) — американский композитор, автор музыки к сериалам и фильмам Звёздные врата: SG-1, Звёздный путь: Первый контакт, Сильнейший удар, Луна-44, Елена Троянская и др[231].
- Лапин, Анатолий Фёдорович (81) — немецкий автомобильный дизайнер русского происхождения, руководитель дизайнерского ателье Porsche Design Style (1969—1988)[232]
- Линденштраус, Йорам (75) — израильский математик в области функционального анализа. Лауреат Государственной премии 1981 года[233]
- Морено, Ролан (66) — французский изобретатель смарт-карты (1974)[234].
- Хшановский, Веслав (88) — польский политик и общественный деятель. Первый Маршал Сейма посткоммунистической Польши (1991—1993), кавалер ордена Белого Орла, ветеран Армии Крайовой[235].
- Чабольд, Жан Луи (86) — швейцарский гимнаст, серебряный призёр летних олимпийских игр в Хельсинки 1952[236]
- Шарден, Эрик (69) — французский шансонье. Участник дуэта «Стоун & Шарден», кавалер ордена Почётного Легиона. Болезнь Ходжкина[237].
- Шукри Мухаммад Ганем (69) — ливийский политический и государственный деятель, секретарь Высшего народного комитета (премьер-министр) Ливии (2003—2006)[238]. Утонул в Дунае[239].

### 30 апреля
- Басов, Николай Иванович (87) — учёный, педагог высшей школы СССР и РФ, ректор Московского института химического машиностроения (МИХМ) (1971—1990) http://msuie.ru/index.php?ELEMENT_ID=4264. Дата обращения: 1 июня 2012. Архивировано из оригинала 13 апреля 2015 года..
- Боллден, Эрнст (45) — шведский спортсмен, чемпион и призёр Паралимпийских игр по настольному теннису[240].
- Борхе, Томас (81) — никарагуанский политический и военный деятель, один из основателей Сандинистского фронта национального освобождения[241]
- Граванис, Гианнис (54) — греческий футболист, обладатель Кубка Греции 1979 года в составе «Паниониса»[242]
- Дале Оен, Александр (26) — норвежский пловец, серебряный призёр Олимпийских игр 2008 года, чемпион мира 2011 года; сердечный приступ[243].
- Лукина, Инна Николаевна (80) — российский псковский историк и краевед, директор музея Ленина в Пскове[244].
- Мэрдок, Джордж (81) — американский актёр[245].
- Нетаньяху, Бенцион (102) — израильский историк, отец Биньямина и Йонатана Нетаньяху, секретарь Зеева Жаботинского[246]
- Осмоловская, Зоя Васильевна (84) — советская актриса театра и кино [www.kino-teatr.ru/kino/acter/w/sov/42987/bio/].
- Сачдев, Ачала (91) — индийская актриса, снявшаяся более чем 100 фильмах[247]
- Шицека, Сицело (45) — южноафриканский политик, министр региональной политики (с 2009)[248].